# Florence (Arizona)
Florence – miasto w Stanach Zjednoczonych, w stanie Arizona, stolica hrabstwa Pinal. Według spisu w 2020 roku liczy 26,8 tys. mieszkańców. Leży we wschodniej części obszaru metropolitalnego Phoenix. 
Znajduje się tutaj największy więzień dla mężczyzn w Arizonie, w którym przebywa około 2,5 tys. więźniów.